# TQFP

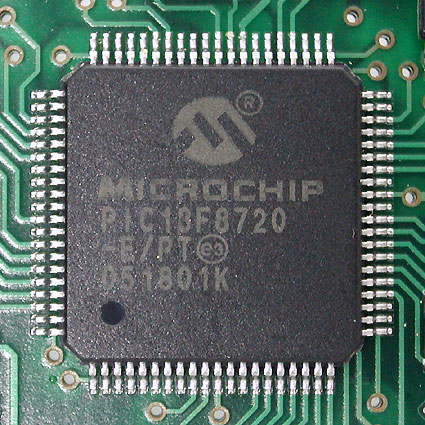
80핀 TQFP 패키지 집적회로

TQFP (thin quad flat pack)는 PC 카드처럼 공간이 제약된 응용제품을 설계하는 데 사용되는 집적회로 패키지의 한 종류이다. TQFP 패키지 칩은 PQFP 패키지 칩보다 더 얇다. 보통 TQFP 패키지의 두께는 1.0밀리미터에서 1.4밀리미터이다.

## 같이 보기
- 집적회로
- LQFP
- PQFP